# 블레어 테프킨
블레어 테프킨(Blair Tefkin, 1959년 12월 9일 ~ )은 미국의 배우, 싱어송라이터, 작곡가, 텔레비전 배우, 영화배우이다.
로스앤젤레스에서 태어났다.

## 영화
- 그린버그 (2010년)
- 결혼 기념일에 생긴 일 (2001년)
- SFW (1994년)
- 드림 러버 (1994년)
- 인사이드 몽키 제터랜드 (1992년)
- 쓰리 포 더 로드 (1987년)
- 브이 - TV 시리즈 (1984년)
- 브이 - 최후의 전투 (1984년) - 로빈 맥스웰 역
- 브이 - 5부작 미니시리즈 (1983년) - 로빈 맥스웰 역